# Rete tranviaria di Murcia
La rete tranviaria di Murcia è la rete tranviaria che serve la città spagnola di Murcia. È composta da una linea.